# Radievo
Radievo (în bulgară Радиево) este un sat în Obștina Dimitrovgrad, Regiunea Haskovo, Bulgaria.

## Demografie
Componența etnică a satului Radievo
     Bulgari (97,05%)
     Romi (1,41%)
     Nicio identificare (0,87%)
     Altele (0,98%)
La recensământul din 2011, populația satului Radievo era de 916 locuitori. Din punct de vedere etnic, majoritatea locuitorilor (97,05%) erau bulgari, cu o minoritate de romi (1,41%). Pentru 0,87% din locuitori nu este cunoscută apartenența etnică.

## Hărți
- bgmaps.com
- emaps.bg
- Google